# Algerije op de Olympische Spelen
Algerije is een van de landen die deelneemt aan de Olympische Spelen. Algerije debuteerde op de Zomerspelen van 1964. Achtentwintig jaar later (in 1992) kwam het voor het eerst uit op de Winterspelen.
In 2020 deed Algerije voor de veertiende keer mee aan de Zomerspelen, in totaal werden er op zeven edities 17 medailles gewonnen. In 2010 nam Algerije voor de derde keer deel aan de Winterspelen, het land won nog nooit een medaille op deze Spelen.

## Medailles en deelnames

### Zomerspelen
1984
Voor het eerst won Algerije medailles op de Spelen, tweemaal brons in het boksen (Mohamed Zaoui, middengewicht en Mustapha Moussa, halfzwaargewicht).
1992
Net als acht jaar eerder won de Algerijnse delegatie twee medailles. Voor het eerst goud (1500 m vrouwen) en brons in het boksen. De eerste Algerijnse olympische titel werd gewonnen door Hassiba Boulmerka. Zij werd mede hierdoor (en door haar eerdere wereldtitels) een voorbeeld voor vele Arabische (sport)vrouwen. Hocine Soltani veroverde brons als vedergewicht.
1996
Op deze editie werden er drie medailles veroverd, tweemaal goud en een keer brons. In de atletiek won Noureddine Morceli goud op de 1500 m (mannen). Het tweede goud werd in het boksen gewonnen. Hocine Soltani werd olympisch kampioen als lichtgewicht. Hij werd hiermee de eerste Algerijn die voor de tweede keer een medaille veroverde. De bronzen medaille ging naar de bokser Mohamed Bahari (middengewicht).
2000
Met vijf medailles waren deze Spelen tot nog toe meest succesvolle voor Algerije. Vier werden er in de atletiek behaald. Nouria Mérah-Benida won goud op de 1500 m vrouwen. Op de 5000 m voor mannen won Ali Saïdi-Sief de zilveren medaille. Brons werd gewonnen door Djabir Saïd-Guerni op de 800 m mannen en Abderrahmane Hammad bij het hoogspringen (mannen). De vijfde medaille ging naar de bokser Mohamed Allalou, die brons won bij de halfweltergewichten.
2008
Op deze editie werden er twee medailles gewonnen, voor het eerst in het judo. Zilver ging naar Amar Benikhlef (tot 90 kg mannen) en brons naar Soraya Haddad (tot 52 kg vrouwen), de tweede Algerijnse vrouw die een medaille behaalde.
2012
Ditmaal bleef de medailleoogst beperkt tot een. Dit was de vijfde gouden medaille voor Algerije. De atleet Taoufik Makhloufi won de 1500 meter voor mannen.
2016
De enige medaillewinnaar van 2012 behaalde op deze editie twee medailles; tweemaal zilver. Hij werd hiermee de tweede meervoudige medaillewinnaar en de eerste Algerijn met drie medailles.

### Overzicht
De tabel geeft een overzicht van de jaren waarin werd deelgenomen, het aantal gewonnen medailles en de eventuele plaats in het medailleklassement.
| Zomerspelen | Zomerspelen | Zomerspelen | Zomerspelen | Zomerspelen | Zomerspelen |        | Winterspelen | Winterspelen | Winterspelen | Winterspelen | Winterspelen | Winterspelen |
| Jaar        | Goud        | Zilver      | Brons       | Totaal      | Rang        | Jaar   | Goud         | Zilver       | Brons        | Totaal       | Rang         |              |
| 1964        | 0           | 0           | 0           | 0           | -           | 1964   | -            | -            | -            | -            | -            |              |
| 1968        | 0           | 0           | 0           | 0           | -           | 1968   | -            | -            | -            | -            | -            |              |
| 1972        | 0           | 0           | 0           | 0           | -           | 1972   | -            | -            | -            | -            | -            |              |
| 1976        | -           | -           | -           | -           | -           | 1976   | -            | -            | -            | -            | -            |              |
| 1980        | 0           | 0           | 0           | 0           | -           | 1980   | -            | -            | -            | -            | -            |              |
| 1984        | 0           | 0           | 2           | 2           | 42          | 1984   | -            | -            | -            | -            | -            |              |
| 1988        | 0           | 0           | 0           | 0           | -           | 1988   | -            | -            | -            | -            | -            |              |
| 1992        | 1           | 0           | 1           | 2           | 34          | 1992   | 0            | 0            | 0            | 0            | -            |              |
| 1996        | 2           | 0           | 1           | 3           | 34          | 1994   | -            | -            | -            | -            | -            |              |
| 2000        | 1           | 1           | 3           | 5           | 42          | 1998   | -            | -            | -            | -            | -            |              |
| 2004        | 0           | 0           | 0           | 0           | -           | 2002   | -            | -            | -            | -            | -            |              |
| 2008        | 0           | 1           | 1           | 2           | 68          | 2006   | 0            | 0            | 0            | 0            | -            |              |
| 2012        | 1           | 0           | 0           | 1           | 50          | 2010   | 0            | 0            | 0            | 0            | -            |              |
| 2016        | 0           | 2           | 0           | 2           | 63          | 2014   | -            | -            | -            | -            | -            |              |
| 2020        | 0           | 0           | 0           | 0           | -           | 2018   | -            | -            | -            | -            | -            |              |
| 2024        | 2           | 0           | 1           | 3           | 39          | 2022   | -            | -            | -            | -            | -            |              |
| Totaal      | 7           | 4           | 9           | 20          |             | Totaal | 0            | 0            | 0            | 0            |              |              |
| Tot. Z+W    | 7           | 4           | 9           | 20          |             |        |              |              |              |              |              |              |

| Jaar | Sport      | Olympiër            | Onderdeel             | Medaille |
| ---- | ---------- | ------------------- | --------------------- | -------- |
| 1984 | Boksen     | Mohamed Zaoui       | middengewicht (m)     | Brons    |
| 1984 | Boksen     | Mustapha Moussa     | halfzwaargewicht (m)  | Brons    |
| 1992 | Atletiek   | Hassiba Boulmerka   | 1500 m (v)            | Goud     |
| 1992 | Boksen     | Hocine Soltani      | vedergewicht (m)      | Brons    |
| 1996 | Atletiek   | Noureddine Morceli  | 1500 m (m)            | Goud     |
| 1996 | Boksen     | Hocine Soltani      | lichtgewicht (m)      | Goud     |
| 1996 | Boksen     | Mohamed Bahari      | middengewicht (m)     | Brons    |
| 2000 | Atletiek   | Nouria Mérah-Benida | 1500 m (m)            | Goud     |
| 2000 | Atletiek   | Ali Saïdi-Sief      | 5000 m (m)            | Zilver   |
| 2000 | Atletiek   | Djabir Saïd-Guerni  | 800 m (m)             | Brons    |
| 2000 | Atletiek   | Abderrahmane Hammad | hoogspringen (m)      | Brons    |
| 2000 | Boksen     | Mohamed Allalou     | halfweltergewicht (m) | Brons    |
| 2008 | Judo       | Amar Benikhlef      | tot 90 kg (m)         | Zilver   |
| 2008 | Judo       | Soraya Haddad       | tot 52 kg (v)         | Brons    |
| 2012 | Atletiek   | Taoufik Makhloufi   | 1500m (m)             | Goud     |
| 2016 | Atletiek   | Taoufik Makhloufi   | 800m (m)              | Zilver   |
| 2016 | Atletiek   | Taoufik Makhloufi   | 1500m (m)             | Zilver   |
| 2024 | Gymnastiek | Kaylia Nemour       | brug (v)              | Goud     |
| 2024 | Boksen     | Imane Khelif        | Weltergewicht (v)     | Goud     |
| 2024 | Atletiek   | Djamel Sedjati      | 800m (m)              | Brons    |

| Sport      | Goud | Zilver | Brons | Totaal |
| ---------- | ---- | ------ | ----- | ------ |
| Atletiek   | 4    | 3      | 3     | 10     |
| Boksen     | 2    | 0      | 5     | 7      |
| Gymnastiek | 1    | 0      | 0     | 1      |
| Judo       | 0    | 1      | 1     | 2      |
| Totaal     | 7    | 4      | 9     | 20     |

Afghanistan · Albanië · Algerije · Amerikaans-Samoa · Amerikaanse Maagdeneilanden · Andorra · Angola · Antigua en Barbuda · Argentinië · Armenië · Aruba · Australië · Azerbeidzjan · Bahama's · Bahrein · Bangladesh · Barbados · België · Belize · Benin · Bermuda · Bhutan · Bolivia · Bosnië en Herzegovina · Botswana · Brazilië · Britse Maagdeneilanden · Brunei · Bulgarije · Burkina Faso · Burundi · Cambodja · Canada · Centraal-Afrikaanse Republiek · Chili · China · Chinees Taipei · Colombia · Comoren · Congo-Brazzaville · Congo-Kinshasa · Cookeilanden · Costa Rica · Cuba · Cyprus · Denemarken · Djibouti · Dominica · Dominicaanse Republiek · Duitsland · Ecuador · Egypte · El Salvador · Equatoriaal-Guinea · Eritrea · Estland · Ethiopië · Fiji · Filipijnen · Finland · Frankrijk · Gabon · Gambia · Georgië · Ghana · Grenada · Griekenland · Groot-Brittannië · Guam · Guatemala · Guinee · Guinee-Bissau · Guyana · Haïti · Honduras · Hongarije · Hongkong · Ierland · IJsland · India · Indonesië · Irak · Iran · Israël · Italië · Ivoorkust · Jamaica · Japan · Jemen · Jordanië · Kaaimaneilanden · Kaapverdië · Kameroen · Kazachstan · Kenia · Kirgizië · Kiribati · Koeweit · Kosovo · Kroatië · Laos · Lesotho · Letland · Libanon · Liberia · Libië · Liechtenstein · Litouwen · Luxemburg · Madagaskar · Malawi · Malediven · Maleisië · Mali · Malta · Marokko · Marshalleilanden · Mauritanië · Mauritius · Mexico · Micronesië · Moldavië · Monaco · Mongolië · Montenegro · Mozambique · Myanmar · Namibië · Nauru · Nederland · Nepal · Nicaragua · Nieuw-Zeeland · Niger · Nigeria · Noord-Korea · Noord-Macedonië · Noorwegen · Oeganda · Oekraïne · Oezbekistan · Oman · Oost-Timor · Oostenrijk · Pakistan · Palau · Palestina · Panama · Papoea-Nieuw-Guinea · Paraguay · Peru · Polen · Portugal · Puerto Rico · Qatar · Roemenië · Rusland · Rwanda · Saint Kitts en Nevis · Saint Lucia · Saint Vincent en de Grenadines · Salomonseilanden · Samoa · San Marino · Saoedi-Arabië · Sao Tomé en Principe · Senegal · Servië · Seychellen · Sierra Leone · Singapore · Slovenië · Slowakije · Somalië · Spanje · Sri Lanka · Soedan · Suriname · Swaziland · Syrië · Tadzjikistan · Tanzania · Thailand · Togo · Tonga · Trinidad en Tobago · Tsjaad · Tsjechië · Tunesië · Turkije · Turkmenistan · Tuvalu · Uruguay · Vanuatu · Venezuela · Verenigde Arabische Emiraten · Verenigde Staten · Vietnam · Wit-Rusland · Zambia · Zimbabwe · Zuid-Afrika · Zuid-Korea · Zuid-Soedan · Zweden · Zwitserland
Historische landen: Bohemen · Bondsrepubliek Duitsland · Brits-Indië · Duitse Democratische Republiek · Joegoslavië · Malaya · Nederlandse Antillen · Noord-Borneo · Noord-Jemen · Saarland · Servië en Montenegro · Sovjet-Unie · Tsjecho-Slowakije · West-Indische Federatie · Zuid-Jemen
Bijzondere deelnames: Onafhankelijke olympische atleten · Vluchtelingenteam 
 Australazië · Duits Eenheidsteam · Gemengd team · Gezamenlijk Team